# Белл, Ванесса
Ванесса Белл, в девичестве Ванесса Стивен (англ. Vanessa Bell; 30 мая 1879, Лондон — 7 апреля 1961, ферма Чарльстон, Суссекс) — британская художница и дизайнер из кружка Блумсбери.

## Биография
Дочь сэра Лесли Стивена — известного историка, теолога, литератора и альпиниста. Старшая сестра английской писательницы Вирджинии Вулф. После смерти родителей сёстры жили в лондонском квартале Блумсбери. Ванесса изучала живопись под руководством сэра Артура Коупа, а после его смерти — в Школе искусств при Королевской Академии художеств.
В 1907 году Ванесса Стивен вышла замуж за художественного критика Клайва Белла. В этом браке у неё родились двое сыновей — ставших в будущем известными художниками — Квентин и Джулиан Беллы. Впрочем, ещё до начала Первой мировой войны Ванесса ушла от мужа и жила совместно с гомосексуальным художником Дунканом Грантом и его тогдашним другом Дэвидом Гарнеттом. В то же время она старалась поддерживать дружественные отношения со своим бывшим мужем.
В 1918 году Ванесса родила от Дункана Гранта дочь Ангелику, ставшую впоследствии женой Дэвида Гарнетта. Ванесса и Дункан Грант поселились на ферме Чарльстон в графстве Суссекс (южная Англия) и творчески тесно сотрудничали. Их интересы распространялись не только на живопись, но и декоративное искусство. Они оба работали в основанной художником Роджером Фраем дизайн-фирме Omega Workshops. В то же время, несмотря на совместное проживание и творчество, узами верности они друг друга не связывали.